# Мэри Марвел
Мэ́ри Ма́рвел (англ. Mary Marvel) — супергерой комиксов издательства DC Comics, а ранее издательства Fawcett Comics. Персонаж создан писателем Отто Биндером и художником Марком Суэйзи, впервые появляется в 1942 году на страницах комикса Captain Marvel Adventures № 18. Мэри Марвел — альтер эго Мэри Бэтсон, сестры-близнеца Билли Бэтсона, который известен как супергерой Капитан Марвел. Как и её брат, она произнося заклинание получает силы волшебника Шазама и обретает форму супергероя. Мэри Марвел одна из первых женский версий известного супергероя, появившись раньше чем Супергёрл более чем на десятилетие.
Fawcett Comics прекратила публикацию комиксов о персонаже в 1953 году, а в 1972 году издательство DC Comics получило лицензию на публикацию комиксов о персонажах Семьи Марвел и вернуло их в мир комиксов в своих публикациях. В 2007 и в 2009 году в комиксах Countdown и Final Crisis была представлена злая версия Мэри Марвел, которая черпала свои силы у Чёрного Адама и ДеСаада соответственно. После перезапуска вселенной комиксов DC в 2011 году Мэри перестала быть родной сестрой Билли Бэтсона, а наряду с другими детьми, включая Билли, вошла в одну приёмную семью.

## История публикаций

### Fawcett Comics

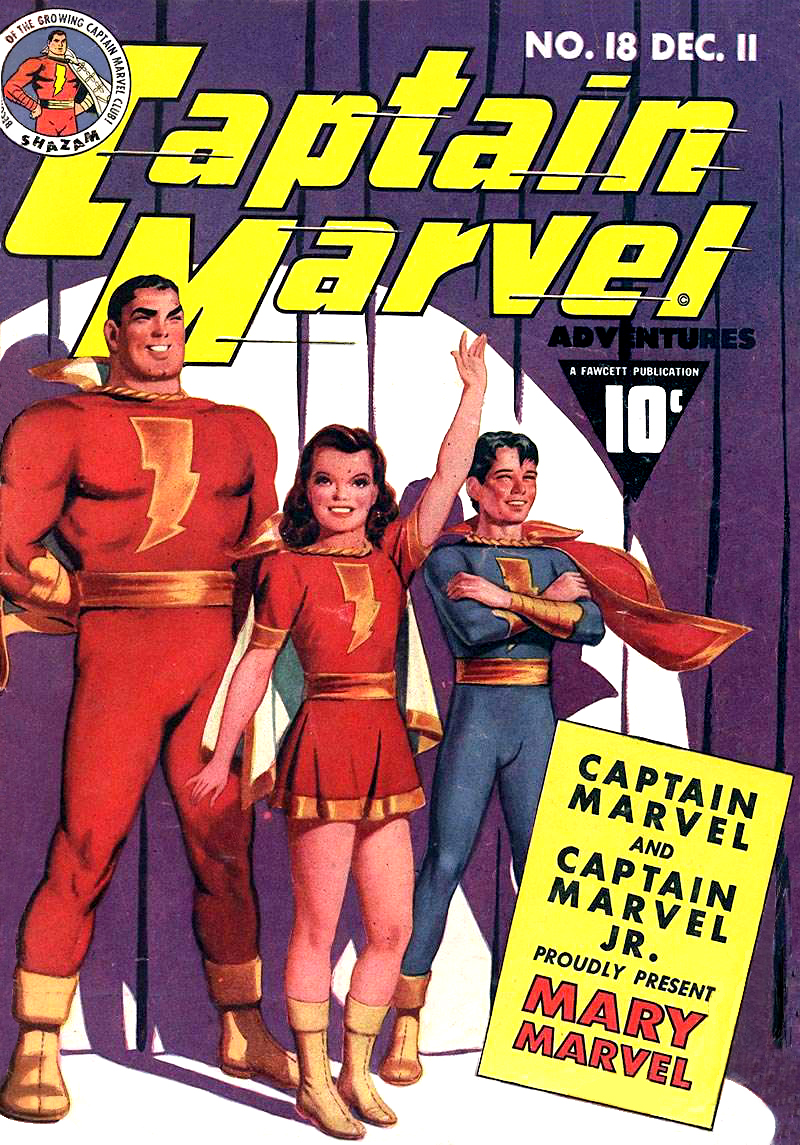
Обложка комикса в котором впервые появляется Мэри Марвел.

Мэри Марвел дебютировала в серии комиксов Marvel Family издательства Fawcett Comics через год после того, как дебютировал Капитан Марвел-младший. Художник Марк Суэйзи создал дизайн и черты характера Мэри Марвел на основе американской актрисы Джуди Гарланд. Сначала Мэри была представлена в Captain Marvel Adventures № 18 как Мэри Бромфилд, девушка, которая узнаёт, что она давно потерянная сестра-близнец Билли Бэтсона.
В 1945 году Мэри получила свою собственную серию комиксов, где даже получила двух помощников: дядю Марвела и его племянника Фреклза Марвела. Дядя Марвел впоследствии стал менеджером Семьи Марвел.
В 1953 году из-за судебного процесса National Comics Publications, Inc. v. Fawcett Publications, Inc. комиксы о персонажах Семьи Марвел перестали публиковаться.

### DC Comics
В 1972 году DC Comics приобрело права на персонажей Семьи Марвел и вернуло их в новой серии комиксов под названием Shazam!, а также в переизданиях классических комиксов. Согласно Shazam № 1, доктор Сивана поместил семью Марвел в анабиоз на 20 лет, но по ошибке сделал это вместе с собой и большей частью вспомогательных персонажей. Комикс не имел успеха на которое рассчитывало издательство и был отменён в 1978 году. После серии комиксов 1985 года Crisis on Infinite Earths история Капитана Марвела была перезапущена в комиксе Shazam: The New Beginning в 1987 году. Семья Марвел была исключена из вселенной DC и не появлялась в кроссоверах в течение нескольких лет.
Мэри Бэтсон была повторно представлена в 1994 году в графическом романе The Power of Shazam! Джерри Ордуэя. В последовавшей серии комиксов Power of Shazam! Мэри получила новую предысторию. Как и её брат она стала именоваться «Капитан Марвел», а персонажи обращались к ним только различая по полу.
После окончания Power of Shazam! в 1999 году, персонаж снова стал именоваться Мэри Марвел. Она стала появляться в комиксах про Супермена и Супергёрл. В 2003 году Мэри стал членом ответвления Лиги Справедливости в комиксах про миг где современные герои и герои золотой эпохи существуют одновременно. Также Мэри появляется в ряде комиксов кроссовера Infinite Crisis. В 2006 году DC решило переосмыслить мир комиксов о Капитане Марвеле в серии Trials of Shazam!. В первом же выпуске этой серии Мэри лишается своих сил и впадает в кому. По ходу серии Мэри получает силы от Чёрного Адама и меняет свой привычный костюм на чёрный. Также чёрная версия Мэри Марвел появляется в кроссовере Final Crisis, в котором её костюм претерпел некоторые изменения, теперь источником её сил стал ДеСаад, один из приспешников Дарксайда, в итоге она оказывается побеждена Фредди Фрименом.
В 2011 году, после серии Flashpoint последовал очередной перезапуск вселенной DC Comics. После перезапуска Капитан Марвел получил новую предысторию и стал именоваться Шазам. Мэри перестала быть родной сестрой Билли, а вместе с новыми персонажами-детьми вошла в одну приёмную семью, куда по сюжету попадает Билли. В Justice League № 21 (2013) Билли даёт ей и другим детям в приёмной семье силы для противостоянию Чёрному Адаму.
Альтернативные версии Мэри Марвел появлялись в таких комиксах как The Multiversity (2014) и Convergence (2015). В декабре 2018 года была запущена новая серия комиксов Shazam!.
В 2019 году Мэри Марвел появилась в кроссовере Doomsday Clock, в 2020 в кроссоверах DCeased и Dark Nights: Death Metal.

## Силы и способности
Как и её брат Билли Бэтсон, произнося магическое слово «Шазам!» Мэри вызывает магическую молнию, которая ударяя трансформирует её в супергероя, при этом она получает следующие силы:
| S | что значит мудрость Соломона (англ. Solomon)     | Как Мэри Марвел она обладает доступом к огромному количеству знаний, включая знание языков и наук. Она обладает эйдетической памятью и острым умом, что позволяет ей читать и расшифровывать иероглифы, помнить всё, что он когда-либо узнавала, решать сложные математические уравнения. Также она обладает пониманием божественных явлений в мире смертных. |
| H | что означает сила Геракла (англ. Hercules)       | Сила Геракла даёт Мэри невероятную силу, что делает её одним из самых сильных персонажей во вселенной DC; она способен легко гнуть сталь, пробивать стены и поднимать большие объекты. Её сила позволяет ей сражаться на равных с Капитаном Атомом и Суперменом. |
| A | что означает стойкость Атланта (англ. Atlas)     | Используя стойкость Атланта, Мэри Марвел может противостоять самым экстремальным видам атак и исцеляться от повреждений. В дополнение к этому она не нуждается в еде, сне или воздухе и может выжить в космосе без помощи. |
| Z | что означает мощь Зевса (англ. Zeus)             | Мощь Зевса заряжает магическую молнию, которая трансформирует Мэри Марвел, а также повышает все физические и ментальные способности, что даёт ей сопротивление к магическим заклинаниям и атакам. Марвел также может использовать магическую молнию, как оружие, подставляя под её удар своего противника или цель. Магическая молния имеет несколько возможных применений, она может восстановить Мэри от повреждений, заряжать магические заклинания и другие. |
| A | что означает храбрость Ахиллеса (англ. Achilles) | Храбрость Ахиллеса даёт Мэри непоколебимый дух. |
| M | что означает скорость Меркурия (англ. Mercury)   | Пользуясь скоростью Меркурия, Мэри Марвел может двигаться со сверхчеловеческой скоростью и летать. |

Повторение слова «Шазам!» вызывает новую молнию способную трансформировать Мэри Марвел обратно. До 1985 года источником сил Мэри были другие боги и герои, набор сил выглядел так: изящество Селены, сила Ипполиты, мастерство Ариадны (позднее Артемиды), проворство Зефира, красота Авроры (позднее Афродиты) и мудрость Минервы. Изначально задумывалось, что силы Мэри должна получать от богинь, тем не менее Зефир — бог. Несмотря на другой набор богов и героев, силы Мэри Марвел полностью соответствуют силам Капитана Марвела.
В комиксах Countdown to Final Crisis, источником сил Мэри Марвел являются те же боги, что питают Чёрного Адама (Шу, Гор, Амон, Тот, Атон и Мехен), а также Исида, что позволяет ей управлять погодой.

## Вне комиксов

### Кино

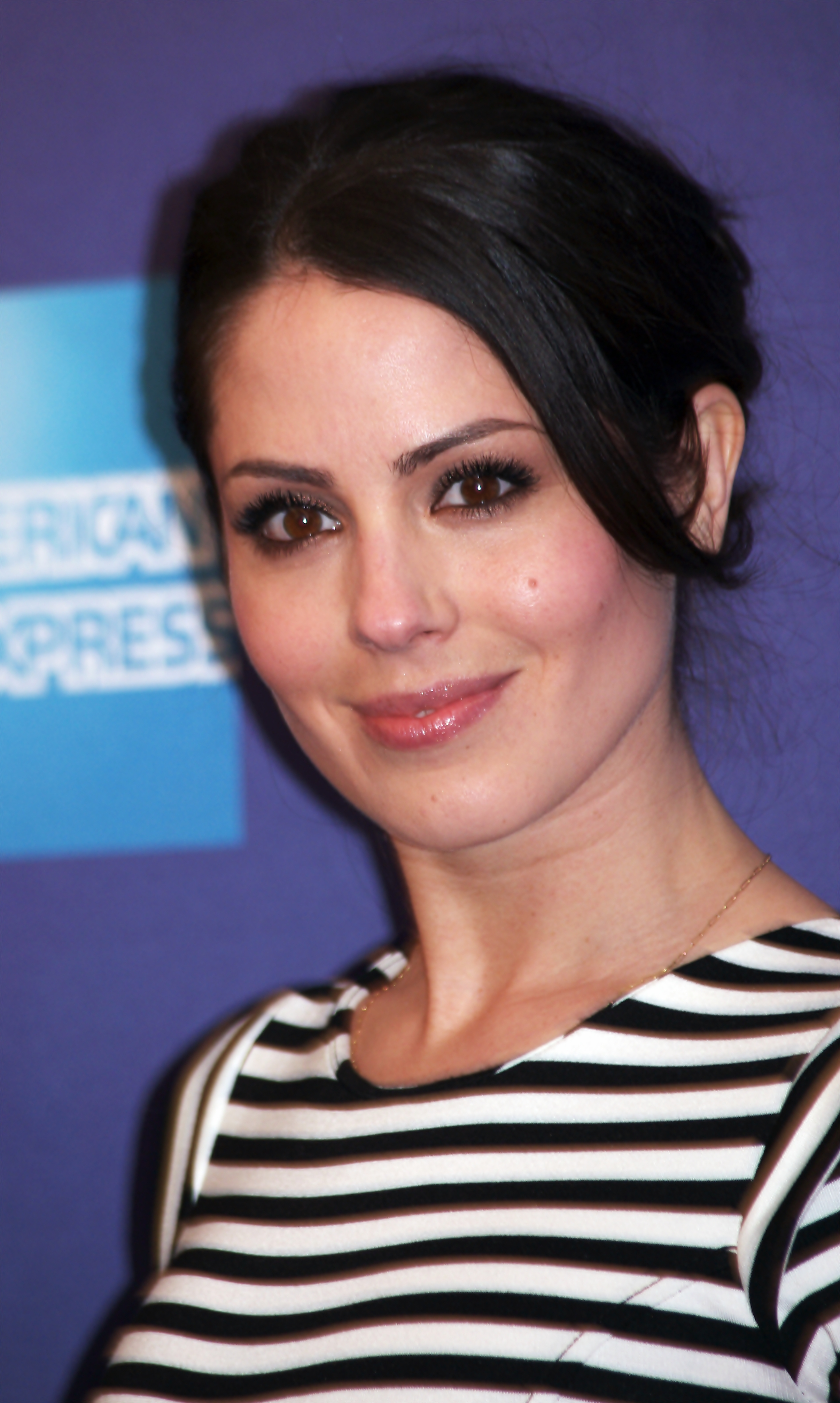
Мишель Борт исполнительница роли Мэри Марвел в фильме «Шазам!»

- Альтернативная версия Мэри Марвел появляется в мультфильме «Лига Справедливости: Кризис двух миров».
- В мультфильме «Лига Справедливости: Парадокс источника конфликта», вместе с другими детьми Мэри Бэтсон объединяется в супергероя Капитана Грома.
- В фильме 2019 года «Шазам!» входящего в расширенную вселенную DC роль Мэри Бромфилд исполнила актриса Грэйс Фултон[англ.], а супергеройскую версию персонажа воплотила актриса Мишель Борт[12][13].
- В мультфильме Lego DC: Shazam!: Magic and Monsters озвучена Дженнифер Хейл.
- Грэйс[англ.] повторила роль Мэри в фильме «Шазам! Ярость богов». В этот раз она сыграла и супергеройскую версию персонажа.

### Телесериалы
- В мультсериале «Бэтмен: Отважный и смелый» озвучена Тарой Стронг[14].
- Персонаж должен был появиться в мультсериале «Юная Лига Справедливости», но по словам продюсера, у команды не хватило времени закончить дизайн.

### Компьютерные игры
- Загружаемый персонаж в LEGO DC Super-Villains. Дизайн персонажа основан на образе из фильма «Шазам!».